# Safeway
Safeway es una cadena de supermercados estadounidense fundada por Marion Barton Skaggs en abril de 1915 en American Falls (Idaho). Es una subsidiaria de Albertsons después de haber sido adquirida por fondos de capital inversión liderados por Cerberus Capital Management en enero de 2015. La base principal de operaciones de Safeway se encuentra en el oeste de Estados Unidos con algunas tiendas ubicadas en la región del Atlántico Medio de la costa Este. Safeway tiene su sede en Pleasanton (California), y su empresa matriz, Albertsons, tiene su sede en Boise (Idaho).
Las tiendas Safeway funcionan con el logotipo de una "S" blanca estilizada dentro de un cuadrado rojo redondeado con el lema "Ingredientes para la vida". Siguiendo la tendencia de los productos orgánicos, las tiendas han ampliado el número de frutas y verduras orgánicas en la sección de productos agrícolas y ofrecen otros artículos bajo la etiqueta "O Organics". Las tiendas pueden tener un Starbucks, un mostrador de delicatessen, un departamento de carnes, una sección de productos agrícolas, un departamento de flores, una panadería, una farmacia, una sección de licores y/o muchos pasillos de artículos no perecederos. Las tiendas ofrecen muchas marcas privadas propias, así como marcas de renombre en todas las categorías de productos.